# 2,5-ジクロロ-2,5-ジメチルヘキサン
2,5-ジクロロ-2,5-ジメチルヘキサン（英: 2,5-Dichloro-2,5-dimethylhexane）は、C8H16Cl2で表される有機塩素化合物である。

## 反応
合成香料などの有機合成化学の原料となる。
濃塩酸を使ってジオールのヒドロキシ基を塩素原子に置換すると、SN1反応が優先して起こり、2,5-ジクロロ-2,5-ジメチルヘキサンが生じる。